# Коренево (станция)
Ко́ренево — станция Орловско-Курского региона Московской железной дороги на однопутной тепловозной линии Ворожба — Льгов, территориально расположена в пгт. Коренево Курской области. От станции отходит однопутная ветка до Рыльска (25 км). По состоянию на 2009 год ветка Коренево — Рыльск для пассажирского сообщения не используется.

## Движение поездов

### Пригородное сообщение
Пригородное сообщение осуществляется по направлениям:
- Коренево — Глушково — Ворожба[укр.] — Тёткино — Локоть
- Коренево — Льгов — Курск

На 2018 год сохраняется сообщение на Льгов-Курск и Глушково

### Поезда дальнего следования
До 2014 года на станции делал остановку только один поезд дальнего следования: 331/332 Воронеж — Киев. С 20 августа 2014 года поезд отменён.

## История
Станция Коренево была введена в эксплуатацию в 1868 году в составе участка Курск — Ворожба строящейся линии Курск — Киев.
В ноябре 1893 года была построена подъездная узкоколейная железная дорога (ширина колеи 1000 мм) от станции Коренево до города Суджи протяжённостью 37 вёрст (39,5 км), а в апреле 1894 года — узкоколейная ветка до города Рыльска протяжённостью 22 версты (23,5 км).
В конце XIX века станция Коренево была одной из основных станций отправления грузов Киево-Воронежской железной дороги.
В 1911 году была введена в эксплуатацию линия Льгов — Харьков Северо-Донецкой железной дороги, проходившая через Суджу. Экономическое значение узкоколейной ветки Суджа — Коренево серьёзно сократилось. Пассажирское движение от Коренево до Суджи осуществлялось до середины 1920-х годов. В 1924—1928 участок от Суджи до Коренево был разобран. Пассажирское движение от Коренево до Рыльска осуществлялось вплоть до начала Великой Отечественной войны.
После окончания Великой Отечественной войны пассажирское сообщение от Коренево до Рыльска не восстанавливалось. В 1957—1958 годах узкоколейная ветка Коренево — Рыльск была закрыта, а вместо неё была построена ширококолейная линия.
После распада СССР значительно сократилось грузовое и пассажирское сообщение по линии Киев — Курск — Воронеж. Линия Ворожба — Льгов перешла в категорию малодеятельных участков. Пассажирское сообщение по ветке Коренево — Рыльск было прекращено в начале 2000-х годов.